# NGC 99
NGC 99 este o galaxie spirală situată în constelația Peștii. A fost descoperită de către astronomul francez Édouard Stephan în 8 octombrie 1883.

## Legături externe
- NGC 99 pe WikiSky
- NGC 99 pe spider.seds.org